# Álvaro Pires de Évora
Álvaro Pires de Évora, in italiano Alvaro di Piero, (Évora, prima del 1400 – 1450) è stato un pittore portoghese dei primi del '400, attivo in Italia.

## Biografia

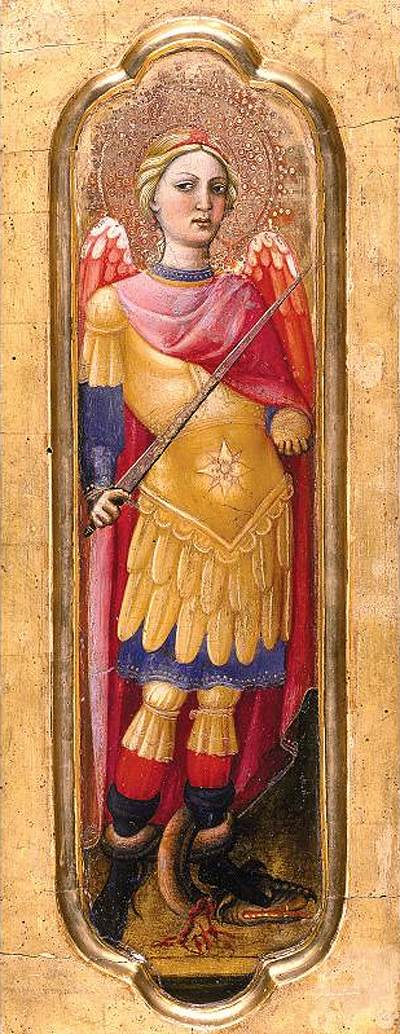
Arcangelo Michele

Nato presumibilmente ad Évora, in Portogallo, è conosciuto per le sue opere di carattere religioso, realizzate tra il 1411 e il 1450. Viene menzionato per la prima volta nell'edizione aggiornata del 1568 de Le Vite del Vasari. In un'appendice della biografia dedicata a Taddeo di Bartolo, il Vasari scrive "Fu ne’ medesimi tempi e quasi della medesima maniera [di Taddeo], ma fece più chiaro il colorito e le figure più basse, Alvaro di Piero di Portogallo, che in Volterra fece più tavole et in S. Antonio di Pisa n’è una et in altri luoghi altre".
Non si sa molto sulla documentazione del portoghese, se non che il 4 novembre 1410 insieme a Niccolò di Pietro Gerini, Lippo d'Andrea, Ambrogio di Baldese e Scolaio di Giovanni dipinse degli affreschi (oggi perduti) per la facciata del palazzo del Ceppo a Prato. La realizzazione venne completata il 16 giugno 1411, allorquando il gruppo di pittori ricevette l'ultimo pagamento. Risiedente a Pisa e a Volterra, i clienti di Pires si dividono tra ordini religiosi e la ricca borghesia mercantile italiana.
Le sue prime opere degli anni 1420 sono caratterizzate dalla forte influenza dell'ambiente fiorentino: è probabile che Pires si sia formato a Pisa da Turino Vanni ma che abbia conosciuto le opere di Lorenzo Ghiberti, Gherardo Starnina e Lorenzo Monaco. Il risultato di queste varie influenze ben assimilate e rielaborate in virtù di una forte personalità ha costituito una sintesi originale ed inconfondibile che, secondo Andrea De Marchi, "offre un'esecuzione meticolosa in pennellate attentamente intrecciate, con gusto per la finezza e l'evidenza grafica".
Intorno al 1430 realizza la Madonna col Bambino in trono tra angeli musicanti nella Chiesa di Santa Croce in Fossabanda a Pisa. Nel 2000 il Portogallo ha emesso un francobollo raffigurante questo quadro di Pires d'Evora. Sempre a Pisa, nel Museo nazionale di San Matteo, è conservata la sua Madonna, mentre alla Galleria nazionale dell'Umbria a Perugia è esposta l'Annunciazione.